# Clementina da Áustria
Maria Clementina Francisca Josefa da Áustria (em alemão:  Maria Klementine Franziska Josepha von Österreich; Viena, 1 de março  de 1798 — Castelo de Chantilly, 3 de setembro de 1881), foi um Arquiduquesa da Áustria e Princesa de Salerno depois do seu casamento com o príncipe Leopoldo das Duas Sicílias, Príncipe de Salerno. 
Entre suas irmãs estavam Maria Luísa, Imperatriz dos Franceses e Rainha da Itália e Maria Leopoldina, Imperatriz do Brasil e Rainha de Portugal. Ela é, portanto, tia dos imperadores Pedro II do Brasil, Francisco José I da Áustria, Maximiliano I do México, Napoleão II da França e da rainha Maria II de Portugal.

## Biografia

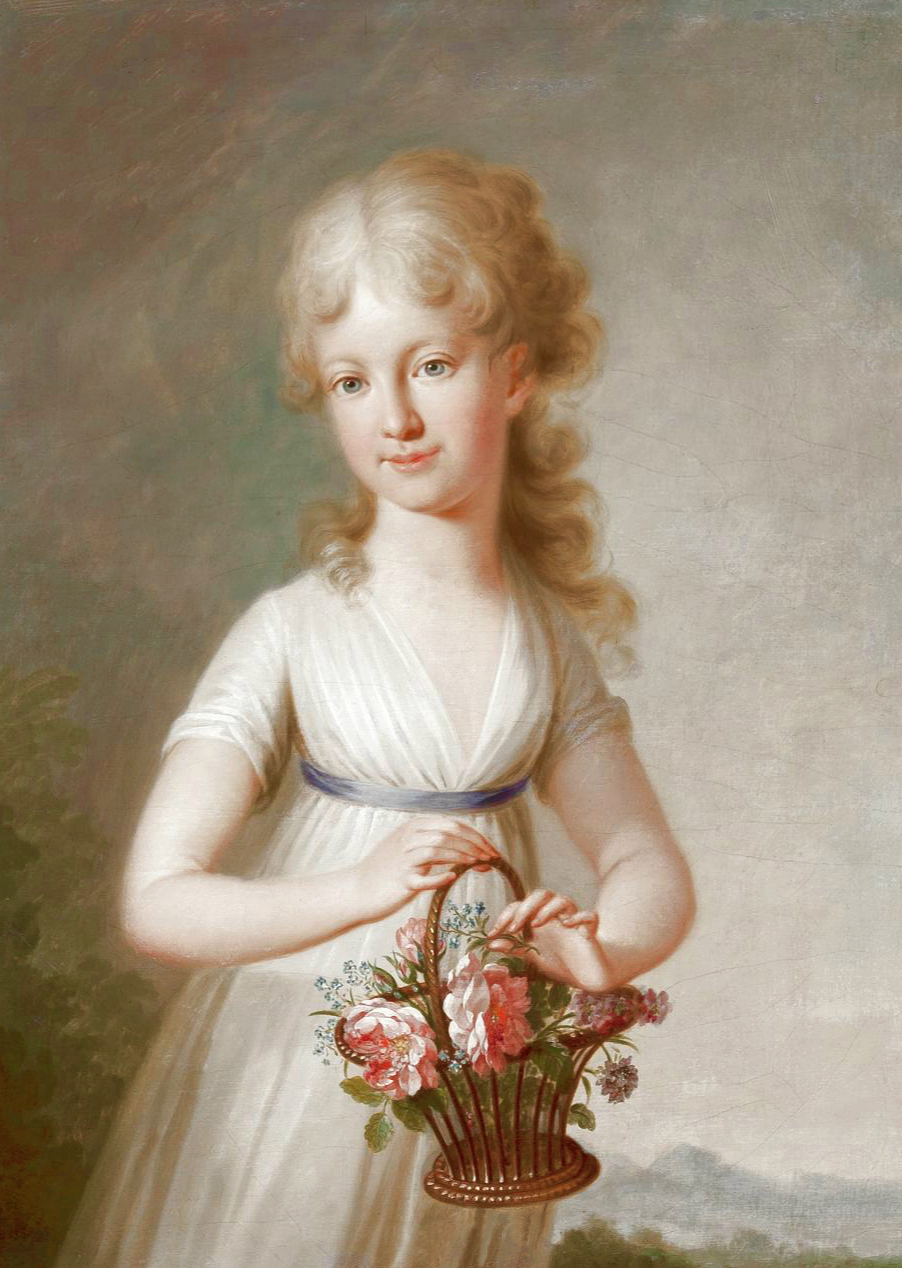
Clementina em 1800 por Joseph Hickel.

Nascida em 1 de março de 1798 no Palácio Imperial de Hofburg, Viena, Áustria. Era a sexta (terceira sobrevivente) de doze filhos do imperador Francisco II do Sacro Império Romano Germânico, mais tarde Francisco I da Áustria depois da dissolução do Sacro Império Romano-Germânico, e da sua esposa, a princesa Maria Teresa de Nápoles e Sicília. Os seus avós paternos eram o Arquiduque Leopoldo II (posteriormente Imperador Leopoldo II) e a Infanta Maria Luísa de Espanha.

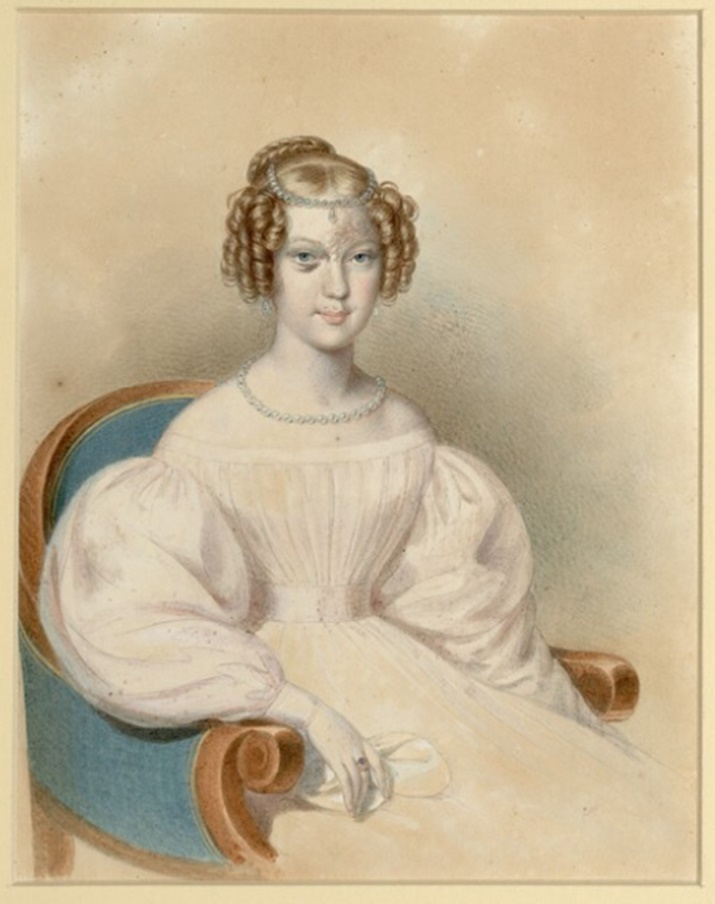
Arquiduquesa Clementina da Áustria em 1810

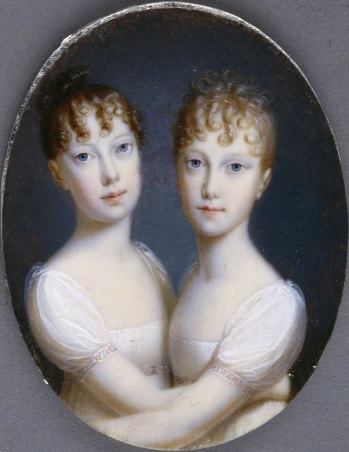
Clementina com sua irmã Lepoldina

Devido aos seus pais serem aparentados, foram os filhos que acabaram por ser as vítimas de uma endogamia dinástica. Cinco dos seus irmãos não sobreviveram aos primeiros anos. O seu irmão Fernando, mais tarde Fernando I da Áustria, nasceu com hidrocefalia, era esquizofrênico e toda a sua vida dependerá de empregados e de um consultor. A sua irmã, Maria Ana, era débil mental e estava num estado vegetativo, foi sempre supervisionada por uma enfermeira até ao dia da sua morte num quarto fechado. Os outros irmãos, Maria Luísa, a esposa de Napoleão Bonaparte, e Francisco Carlos, o pai do falecido Imperador Francisco José I, sofriam de grandes variações de humor. A exceção foi a irmã mais velha, e mais tarde Imperatriz do Brasil, Maria Leopoldina, que foi abençoada com elevada inteligência, curiosidade, agilidade mental e talentos artísticos acima da média.

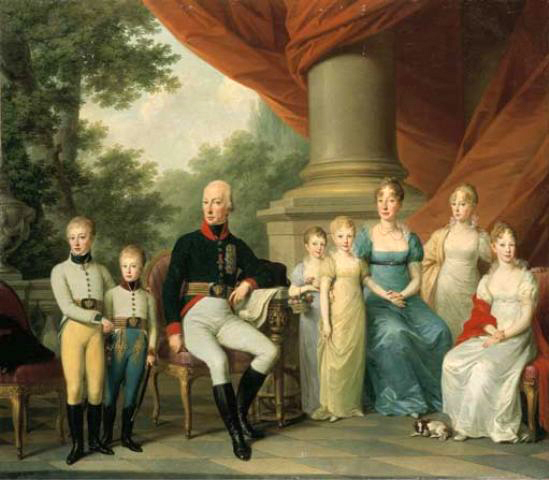
Clementina com sua Família

Quanto a Maria Clementina, ela sofria de uma saúde muito ruim durante toda a vida, por isso passou longos períodos em sua terra natal, já casada. Embora levar em conta sua longevidade pode ser que a saúde era um pretexto e, de fato, o motivo de sua permanência em Viena foi a má relação entre os cônjuges. Obtendo assim uma separação virtual momentânea do marido.

## Casamento e Filhos
Por iniciativa do chanceler austríaco, o príncipe de Matternich, casou-se a 28 de julho de 1818, no Palácio de Schönbrunn em Viena, com o seu tio, o príncipe Leopoldo das Duas Sicílias, Príncipe de Salerno. Este era o sexto filho do rei Fernando I das Duas Sicílias da Casa de Bourbon e da sua esposa Maria Carolina da Áustria. Tiveram quatro filhos, mas apenas uma sobreviveu até à idade adulta:
1. Filha natimorta (1819);
2. Maria Carolina Augusta (1822-1869), casou-se com o príncipe Henrique d'Orléans, Duque de Aumale, com descendência;
3. Luís Carlos (1824-1824), morreu antes de completar um mês;
4. Filha natimorta (1829).

A infidelidade de Leopoldo levou Maria Clementina a tomar uma atitude, aquando da relação amorosa que ele mantinha com a bailarina Fanny Elßler, filha de uma lavadeira e do compositor Joseph Haydn, com quem teve um filho ilegítimo.
Após a morte do seu marido em 1851, ela foi bem recebida no castelo do seu genro, Henrique d'Orleães, em França. Mesmo após a morte de sua filha, Maria Carolina († 1869), continuou a residir neste castelo.

## Morte

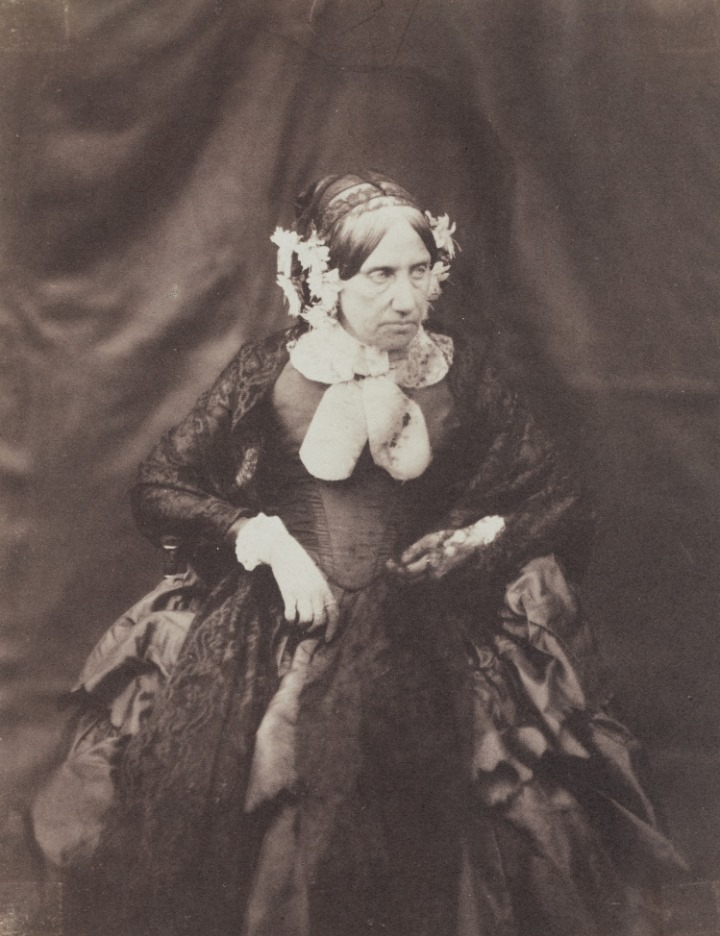
Fotografia da Princesa de Salerno no final de sua vida.

Maria Clementina morreu em 3 de setembro de 1881 no Castelo de Chantilly na França, a casa de seu genro viúvo, o Henrique. Ela tinha oitenta e três anos; todos os seus descendentes morreram antes dela. Ela foi enterrada na Basílica de Santa Clara, em Nápoles.

## Títulos e honrarias

### Títulos e estilos
- 1 de março de 1798 – 28 de julho de 1816: Sua Alteza Imperial e Real, a Arquiduquesa Maria Clementina da Áustria, Princesa da Hungria, Croácia, Boêmia e Lombardia-Vêneto
- 28 de julho de 1816 – 10 de março de 1851: Sua Alteza Imperial e Real, a Princesa de Salerno
- 10 março de 1851 – 3 de setembro de 1881: Sua Alteza Imperial e Real, a Princesa-Viúva de Salerno

### Honrarias
- Áustria-Hungria: Dama da Ordem da Cruz Estrelada.[4]
- Espanha: Dama da Ordem da Rainha Maria Luisa.